# رسانه‌های باشگاه بارسلونا

## تلویزیون بارسا
تلویزیون بارسا نام تلویزیون اسپانیایی است که فرستنده ی آن از کاتالونیاست و باشگاه بارسلونا صاحب امتیاز آن است.این کانال دارای زبانهای کاتالونیایی، اسپانیایی و انگلیسی است. بعضی از برنامه‌های این شبکه تلویزیونی در کانالهای دیگر از جمله کانال ای‌اس‌پی‌ان در جهان پخش می‌شود.

## رادیو بارسا
رادیو بارسا نام کانال رادیویی است که فرستنده ی آن از کاتالونیا پخش می‌شود. کار این شبکه تفسیر دیدارهای بارسلونا از جمله دیدارهای دوستانه‌است. این کانال رادیویی برای جلب مخاطب به سه زبان مذکور پخش می‌شود.